# Clavier
Clavier es un municipio belga perteneciente al distrito de Huy de la provincia de Lieja, en la Región Valona.
A 1 de enero de 2019 tiene 4637 habitantes.
Uno de los monumentos más conocidos del municipio es la iglesia de San Remaclo de Ocquier, un templo románico situado en la sección homónima cuya construcción comenzó en 1017 y terminó en el siglo XVI.

## Geografía
Se ubica sobre la carretera N63, unos 25 km al sur de Lieja en la región natural del Condroz.

### Secciones del municipio
El municipio comprende los antiguos municipios, que se fusionaron en 1977:
| - Clavier - Bois-et-Borsu - Les Avins - Ocquier - Pailhe - Terwagne |

### Pueblos y aldeas del municipio
Odet, Vervoz, Sainte-Fontaine

## Demografía

### Evolución
Todos los datos históricos relativos al actual municipio, el siguiente gráfico refleja su evolución demográfica, incluyendo municipios después de efectuada la fusión el 1 de enero de 1977.
| Gráfica de evolución demográfica de Clavier entre 1846 y 2019 |
|                                                               |